# It Had Better Be Tonight (Meglio stasera)
"Meglio stasera" (conegut en anglès com "It Had Better Be Tonight") és una cançó de 1963 a ritme de samba amb música de Henry Mancini, lletra italiana de Franco Migliacci i lletra anglesa de Johnny Mercer. Va ser composta per a la pel·lícula de 1963 La Pantera Rosa, en la qual va ser interpretada per Fran Jeffries. A més de l'actuació vocal, les parts instrumentals de la cançó apareixen subtilment com a part de la música escènica de la pel·lícula, de vegades com a introducció al tema principal "The Pink Panther Theme".

## Altres versions
La cançó ha estat gravada en diverses versions. La versió italiana interpretada per Fran Jeffries apareix a la pel·lícula, però no a l'àlbum de la banda sonora. A l'àlbum de la banda sonora s'inclou una versió instrumental que s'assembla a la versió escènica de Jeffries, així com una vocal de grup amb lletres en anglès només vagament relacionades (que es pot escoltar a la pel·lícula durant el ball de disfresses i la festa de disfresses mentre es produeix l'intent de robatori). Una altra versió italiana, arranjada per Ennio Morricone i interpretada per Miranda Martino, l'any 1963, apareix a l'àlbum recopilatori Da Hollywood a Cinecittà. Morricone més tard també va fer una versió instrumental en àlbums recopilatoris. Una altra versió apareix en una altra col·laboració de Sellers, Blake Edwards i Mancini, la pel·lícula de 1968 La festa. Altres cantants per gravar la cançó posteriorment inclouen Sarah Vaughan, al seu àlbum de 1965 Sarah Vaughan Sings the Mancini Songbook, i Lena Horne. Una versió instrumental d'estil lounge va ser gravada per The Hub Kings al seu àlbum This Way. John Barrowman va interpretar la cançó durant la seva gira de 2008. L'acordionista Frank Marocco va gravar la cançó juntament amb "Quando, quando, quando", com a part d'un medley de dues cançons al seu àlbum recopilatori Beyond the Sea. El seu arranjament apareix en una de les seves combinacions de llibres de partitures, titulada Latin Rhythms. Un remake a l'estil Chill out d'aquesta cançó va ser fet pel grup italià Mondo Candido. Apareix a l'àlbum de mescles Buddha Bar V. Una versió a l'estil mambo de la cançó va ser gravada pel grup de swing revival Lee Press-on and the Nails per a l'àlbum El Bando en Fuego. Una versió de la cançó va ser gravada per Mic Gillette al seu àlbum Ear Candy. També es va gravar una versió en castellà a Santiago, Xile, de Bambi, un cantant popular a mitjans dels anys 60. El títol era "Mejor Ahora". La cantant grega Elli Paspala va interpretar la versió italiana al seu àlbum en directe de 1993 Η Ελλη Πασπαλά στο Μέγαρο Μουσικής (Elli Paspala a la sala de concerts).

### Versió de Michael Bublé
"It Had Better Be Tonight (Meglio Stasera)" va ser posteriorment versionat pel crooner canadenc Michael Bublé, i llançat com el quart senzill del seu tercer àlbum d'estudi, Call Me Irresponsible. La versió de Bublé de la cançó és una adaptació de l'arranjament musical fet anteriorment per a Lena Horne.
La versió de Bublé de la cançó va assolir el número 74 a la llista de singles del Regne Unit després de ser utilitzada en una campanya publicitària per a Marks &amp; Spencer. La cançó es va convertir en una de les cançons més remesclades de Bublé, amb mescles d'Eddie Amador disponibles per a la seva descàrrega. No es va fer cap videoclip per acompanyar el llançament, ja que Bublé estava de gira en el moment del llançament del senzill. Una versió física promocional del senzill va estar disponible als Estats Units, on altres països només van rebre un llançament digital del senzill.

#### Gràfics
| Gràfic (2007)                    | Millor posició |
| -------------------------------- | -------------- |
| Canadian Hot 100                 | 89             |
| Llista de singles del Regne Unit | 74             |